# Julia Mumbi Muraga
Julia Mumbi Muraga (* 25. Januar 1985) ist eine kenianische Marathonläuferin.
2006 wurde sie Vierte beim Sapporo-Halbmarathon und Zwölfte beim Peking-Marathon. Im Jahr darauf wurde sie Fünfte beim Nagoya-Marathon, erneut Vierte in Sapporo und gewann den Kōbe-Halbmarathon. 2008 siegte sie beim Miyazaki-Halbmarathon und wurde Dritte beim Osaka Women’s Marathon. Nach einem zweiten Platz beim Sendai-Halbmarathon und einem dritten in Sapporo startete sie bei den Halbmarathon-Weltmeisterschaften in Rio de Janeiro. Als Siebte in der Einzelwertung trug sie zum Gewinn der Silbermedaille für das kenianische Team bei. Zum Saisonabschluss verteidigte sie ihren Titel in Kōbe.
2009 wurde sie nach einem zehnten Platz beim RAK-Halbmarathon Fünfte beim Paris-Marathon. In Sendai und Sapporo wurde sie jeweils Zweite, bevor sie bei den Leichtathletik-Weltmeisterschaften in Berlin auf den zwölften Platz kam. Im Herbst gewann sie den Nagoya-Halbmarathon.
2010 wurde sie Vierte beim Great Scottish Run und Siebte beim Amsterdam-Marathon. Einem Sieg beim Reims-Marathon 2011 folgte ein neunter Platz beim Paris-Marathon 2012. 2014 gewann sie den Köln-Marathon. Ihr Dopingtest war jedoch positiv auf Epo. Der Sieg wurde wieder aberkannt und der kenianische Verband sperrte sie für zwei Jahre.
Julia Mumbi Muraga absolvierte die Aomori-Yamada-Oberschule und startete danach bis 2010 für das Firmenteam des japanischen Spielautomatenherstellers Aruze, wo sie von Yoshio Koide trainiert wurde.

## Persönliche Bestzeiten
- 3000 m: 9:04,27 min, 24. Oktober 2002, Haruno
- 5000 m: 15:17,19 min, 26. September 2004, Niigata
- 10.000 m: 31:39,38 min, 17. Mai 2008, Kumagaya
- Halbmarathon: 1:08:31 h, 11. Mai 2008, Sendai
- Marathon: 2:26:00 h, 27. Januar 2008, Osaka